# 绍尔塔尔
绍尔塔尔是德国莱茵兰-普法尔茨州的一个市镇。总面积3.57平方公里，总人口193人，其中男性94人，女性99人（2011年12月31日），人口密度54人/平方公里。